# Vaszilij Grigorjevics Lazarev
Vaszilij Grigorjevics Lazarev dr. (orosz: Васи́лий Григо́рьевич Ла́зарев) (Porosino, 1928. február 23. –  Moszkva, 1990. december 31.) szovjet orvos-űrhajós.

## Életpálya
A szaratovi orvostudományi egyetemen 1952-ben szerzett katonaorvosi, gyógyszerész diplomát. Néhány évig tisztiorvosként dolgozott. Pilótaképzését követően 1954-től repülőtiszt. 1964. május 26-tól részesült űrhajóskiképzésben. Összesen 1 napot, 23 órát, 15 percet és 32 másodpercet töltött a világűrben. 1975-ös sérülését csak Leonyid Iljics Brezsnyevhez írt kérelme után ismerték el, megkapva az űrbónusz után járó kártérítést. Űrhajós pályafutását 1985. november 27-én fejezte be.

## Űrrepülések
- Szojuz–12 parancsnoka. Fő feladat az újratervezett Szojuz űrhajó tesztrepülése volt.
- Szojuz–18A parancsnoka. A Szojuz-program keretében indulva a Szaljut–4 űrállomásra, a hordozórakéta végfokozatának hibája miatt félbeszakították a startot. Maradandó sérülést szenvedett egy felfüggesztővel történő ütközésnél valamint a leszálláskor fellépő magas gyorsulástól.

Bélyegen is megörökítették az űrrepülését.

### Tartalék személyzet
Voszhod–1 orvos űrhajós. A szovjet űrprogram első többszemélyes űrrepülése.
Szojuz–9 parancsnok. Akkoriban rekordhosszúságú (2,5 hetes) küldetésen tanulmányozták a hosszú időtartamú űrrepülés következményeit.
Szojuz–17 a tartalék személyzet parancsnoka. Az űrhajó vitte fel a Szaljut–4 űrállomás első személyzetét.
Szojuz T–3 parancsnok. Ez volt a 13. repülés a Szaljut–6 űrállomásra.

## Kitüntetések
Megkapta a Szovjetunió Hőse kitüntetést és a Lenin-rendet.

## Külső hivatkozások
- Vaszilij Grigorjevics Lazarev. astronautix.com. (Hozzáférés: 2011. november 24.)
- Vaszilij Grigorjevics Lazarev. spacefacts.de. (Hozzáférés: 2011. november 24.)